# Terry Williams
Terence Williams, detto Terry (Swansea, 11 gennaio 1948), è un batterista britannico di musica rock, attivo dagli anni sessanta al 2007.
È noto per essere stato membro dei Man, dei Rockpile e dei Dire Straits, e per aver collaborato come turnista con artisti come Paul McCartney, B.B. King, Bob Dylan, Tina Turner.

## Biografia
Williams iniziò la sua carriera musicale nei primi anni '60, suonando in diverse band gallesi. Raggiunse una prima notorietà con la band Man, con cui registrò dischi come Back Into the Future (1973) e Rhinos, Winos and Lunatics (1974). Lasciò il gruppo nel 1976. Collaborò poi con Dave Edmunds e Nick Lowe nel progetto Rockpile, partecipando a registrazioni e tournée.
Nel 1982 entrò a far parte dei Dire Straits come sostituto di Pick Withers. Partecipò al tour mondiale del 1982–1983 e registrò con il gruppo l'EP ExtendedancEPlay (1983) e il live Alchemy: Dire Straits Live (1984). Durante la registrazione di Brothers in Arms, fu in parte sostituito da Omar Hakim, ma contribuì al brano Money for Nothing. Fu batterista nel tour mondiale e partecipò al Live Aid (1985).
Dal 2000 al 2007 ha gestito un club blues a Swansea.

## Discografia parziale

### Solista
Collaborazioni
- 1974 - Deke Leonard Kamikaze
- 1983 – Mark Knopfler Local Hero
- 1984 – Tina Turner Private Dancer
- 1984 – John Illsley Never Told a Soul

### Con i Man
Album in studio
- 1969 - 2ozs of Plastic (With a Hole in the Middle)
- 1972 - Be Good to Yourself at Least Once a Day
- 1973 - Back into the Future
- 1974 – Rhinos, Winos + Lunatics
- 1974 - Slow Motion

Singoli
- 1969 - Erotica

### Con i Rockpile
Album in studio
- 1980 – Seconds of Pleasure

### Con i Dire Straits
Album in studio
- 1985 – Brothers in Arms

Album dal vivo
- 1984 – Alchemy: Dire Straits Live

Raccolte
- 1988 – Money for Nothing
- 1998 – Sultans of Swing: The Very Best of Dire Straits
- 2005 – Private Investigations: The Best of Dire Straits & Mark Knopfler

EP
- 1983 – ExtendedancEPlay